# R-1 (Montenegro)
De R-1 of Regionalni Put 1 is een regionale weg in Montenegro. De weg loopt van Cetinje via Čekanje naar Kotor en is 40 kilometer lang.